# Ballade på Christianshavn
Ballade på Christianshavn er en dansk film fra 1971. Den udspringer af tv-serien Huset på Christianshavn.
- Manuskript Erik Balling og Henning Bahs.
- Instruktion Erik Balling.

## Medvirkende
- Poul Reichhardt
- Helle Virkner
- Jes Holtsø
- Paul Hagen
- Lis Løwert
- Kirsten Walther
- Willy Rathnov
- Ove Sprogøe
- Arthur Jensen
- Kirsten Hansen-Møller
- Finn Storgaard
- Bodil Udsen
- Bjørn Watt Boolsen
- Poul Bundgaard
- Bjørn Puggaard-Müller
- Ghita Nørby
- Asbjørn Andersen
- Karl Stegger
- Helge Kjærulff-Schmidt
- Jørgen Beck
- Gunnar Strømvad
- Freddy Koch
- Gotha Andersen
- Erni Arneson
- Ernst Meyer